# Metavoltaïta
La metavoltaïta, metavoltina o mausita és un mineral de la classe dels sulfats. El seu nom prové del grec μετά = "amb" i voltaïta, en al·lusió al'associació del mineral amb la voltaïta. En aquest mineral es dona una combinació única entre elements. Pertany al petit grup de minerals sulfats ferrico-ferrosos que també conté la bílinita, copiapita, römerita (minerals purs de ferro), la pertlikita i la voltaïta.

## Classificació
Segons la classificació de Nickel-Strunz, la metavoltaïta pertany a «07.DF - Sulfats (selenats, etc.) amb anions addicionals, amb H₂O, amb cations de mida mitjana i grans» juntament amb els següents minerals: uklonskovita, caïnita, natrocalcita, metasideronatrita, sideronatrita, despujolsita, fleischerita, schaurteïta, mallestigita, slavikita, vlodavetsita, peretaïta, lannonita, gordaïta, clairita, arzrunita, elyita, yecoraïta, riomarinaïta, dukeïta i xocolatlita.

## Característiques
La metavoltaïta és un sulfat de fórmula química Na₆K₂FeFe₆(SO₄)₁₂O₂·18H₂O. Cristal·litza en el sistema trigonal. La seva duresa a l'escala de Mohs és 2,5. És soluble parcialment en aigua. En àcids diluïts es descompon parcialment.

## Formació i jaciments
Es forma en exhalacions volcàniques i en fumaroles com a producte de sublimació. També com a producte típic de l'alteració de la pirita en climes àrids; es pot formar també com a producte d'una activitat minera. S'ha descrit en diverses localitats de tots els continents exceptuant l'Àfrica i l'Antàrtida. Als territoris de parla catalana ha estat descrita a les mines d'Alum de La Vilella Alta (Priorat).